# Tjuvskytten

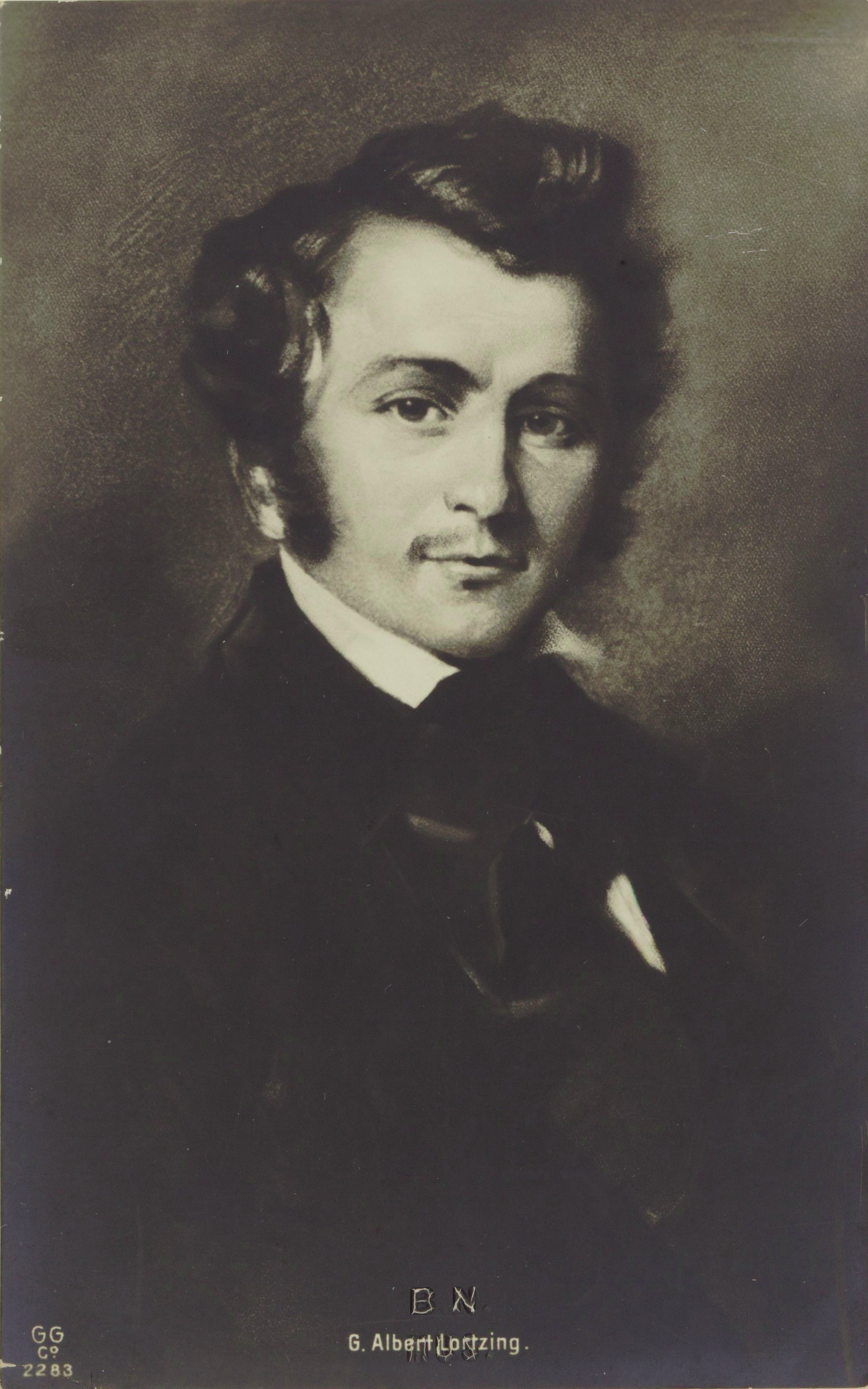
Albert Lortzing

Tjuvskytten eller Naturens röst (Der Wildschütz oder Die Stimme der Natur) är en komisk opera i tre akter med musik av Albert Lortzing med text av tonsättaren efter August von Kotzebues skådespel Der Rehbock oder Die schuldlosen Schuldbewussen från 1815.

## Historia
Lortzing räknas vid sidan om Hector Berlioz och Richard Wagner till de litterära kompositörerna, vilka praktiskt taget skrev sina egna texter. Till operorna Tsar och timmermann, Der Waffenschmied och Die beiden Schützen använde han dock sig av redan färdiga förlagor, vilka han med sin bakgrund som sångare och skådespelare själv kunde ge ett utlåtande om. Han omarbetade dessa efter sina egna mål och syften. I operan Tjuvskytten inlemmade han det framgångsrika lustspelet Der Rehbock. Liksom i alla Lortzings operor handlar även Tjuvskytten om förklädnader, förvecklingar, förställningar, rollspel. 
Tjuvskytten tillkom tack vare några misslyckanden som inte bara påverkade Lortzings ekonomiska situation utan även hans ambition. Operorna Caramo och Casanova förunnades inte på långt när samma framgång som Tsar och timmerman, vilket fick Lortzing att i fortsättningen hålla sig till väl beprövade teaterstycken, eftersom han bara genom att tillgodose publikens smak kunde hålla sina verk kvar i repertoaren. Kotzebues skådespel verkar ha varit särskilt väl lämpat. Redan under ouvertyren hörs ett skott från scenen, och därmed försäkrade sig Lortzing om publikens intresse. Det ekivoka ämnet, den spirituellt talade dialogen och de melodiösa sångnumren garanterar än idag styckets framgång. Musiken påminner om Mozart, särskilt "Biljardkvintetten" (akt II) och den därpå följande "jakten" i mörkret liksom de karakteristiska körscenerna. De höga kraven på sångarna utgör dock än idag ett hinder för ett bestående internationellt intresse.
Operan hade premiär den 31 december 1842 på Stadttheater i Leipzig. Lortzing ledde själv uruppförandet. Svensk premiär på Kungliga Operan i Stockholm den 31 oktober 1849.

## Personer
| Roller                                               | Stämma      | Premiärbesättning 31 December 1842 (Dirigent: Albert Lortzing) |
| ---------------------------------------------------- | ----------- | -------------------------------------------------------------- |
| Greve von Eberbach                                   | baryton     | August Kindermann                                              |
| Grevinnan von Eberbach, hans hustru                  | alt         | Caroline Düringer-Lange                                        |
| Baron Kronthal, grevinnans broder                    | tenor       | Heinrich Schmidt                                               |
| Baronessan von Freimann, ung änka och grevens syster | sopran      | Caroline Günther-Bachmann                                      |
| Baculus, skollärare                                  | bas         | Gotthelf Leberecht Berthold                                    |
| Gretchen, hans fästmö                                | sopran      | Auguste Krüger-Aschenbrenner                                   |
| Pancratius, grevens hovmästare                       | baryton     | Max Ballmann                                                   |
| Nanette, Baronessans husa                            | mezzosopran | Tanz                                                           |

## Handling
Akt I
Skolläraren Baculus firar sin förlovning med Gretchen men blir avskedad därför att han har skjutit en råbock för att få en stek till festen. Han skulle vilja att hans fästmö vädjade för hans räkning hos greve von Eberbach, som är svag för söta flickor, men han är för svartsjuk för att föreslå det. Nu kommer grevens syster, baronessan Freimann ("Auf des Lebens raschen Wogen") med sin kammarjungfru Nanette förklädd till studenter för att inkognito kunna bekanta sig med baron Kronthal, som greven vill att hans syster skall gifta sig med. När de får höra talas om Baculus svårigheter beslutar baronessan klä ut sig till bondflicka och utge sig för att vara Gretchen. Greve von Eberbach och baron Kronthal gör entré. Greven vill inte höra på skollärarens ursäkter men blir genast intresserad av bondflickorna. Innan han drar vidare inbjuder han hela förlovningssällskapet till sin födelsedagsfest dagen därpå.
Akt II
Baculus har gått upp på slottet för att än en gång tala för sin sak. Där möter han grevinnan, som ledsagas av baron Kronthal som i själva verket är hennes bror men uppträder som stallmästare på godset. Men varken greven eller grevinnan vill lyssna på Baculus så det finns inget annat att göra än att presentera fästmön, det vill säga den förklädda baronessan som genast väcker baron Kronthals intresse. Ett oväder tvingar Baculus att hans "brud" att övernatta i biljardsalen där greven och baronen spelar biljard för att hindra varandra från att uppvakta den söta flickan. Till sist släcker greven ljuset och jakten går på den förklädda baronessan. Grevinnan blir ditlockad av oväsendet och tar med sig flickan in på sitt rum för natten, medan baron Kronthal försöker köpa bruden av skolläraren för 5000 daler.
Akt III
På grevens födelsedag kommer några unga flickor från byn för att gratulera, och Baculus för sin riktiga brud inför baronen. Denne vill inte se åt henne, och Baculus måste förklara att den flicka han såg kvällen före i själva verket var en förklädd student. Baronen blir ursinnig och vill avkräva studenten räkenskap, men när denne ger sig till känna som baronessan Freimann är det han som måste be om ursäkt. Där han står på knä framför henne överraskas de av grevinnan, som bli svartsjuk och genast avskedar den förmodade stallmästaren, som avslöjar sig som hennes bror, och när greven kysser baronessan kommer det fram att även de är syskon. Alla har följt "naturens röst", till och med Baculus som inte alls har skjutit någon bock, visar det sig, utan sin egen åsna.